# Montfavergier

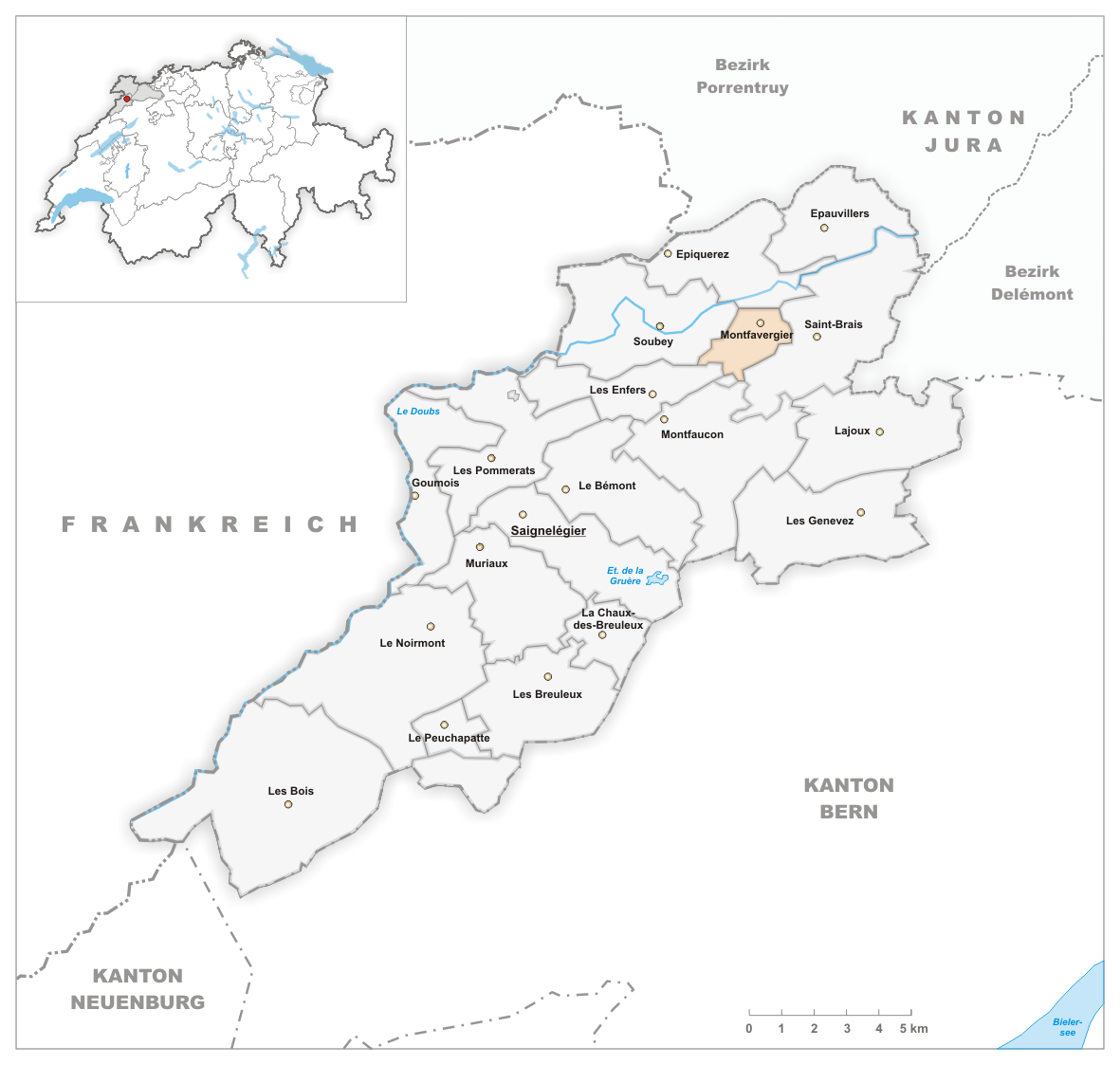
Gemeindestand vor der Fusion am 1. Januar 2009

Montfavergier war bis zum 31. Dezember 2008 eine politische Gemeinde im Distrikt Franches-Montagnes des Kantons Jura in der Schweiz.
Sie hat mit Wirkung auf den 1. Januar 2009 mit Montfaucon zur Gemeinde Montfaucon fusioniert.

## Geographie
Montfavergier liegt auf 801 m ü. M., neun Kilometer nordöstlich des Bezirkshauptorts Saignelégier (Luftlinie). Das Bauerndorf erstreckt sich auf einer Geländeterrasse der südlichen Talflanke des Doubs, rund 350 m über dem Talboden, am Nordostrand der Freiberge (französisch Franches Montagnes).
Die Fläche des 3,5 km² grossen ehemaligen Gemeindegebiets umfasst einen Abschnitt des oberen rechten Talhangs des Doubs. Der Hang ist teilweise mit Wald bestanden, auf den weniger stark geneigten Flächen befinden sich Wiesen und Weiden. Nach Süden erstreckte sich das Gemeindegebiet über die Jurahöhe von Les Sairains, die mit 1030 m ü. M. den höchsten Punkt von Montfavergier darstellte, bis auf die südlich anschliessenden Flächen des Plateaujuras. Von der Gemeindefläche entfielen 1997 2 % auf Siedlungen, 44 % auf Wald und Gehölze und 54 % auf Landwirtschaft.
Zu Montfavergier gehörten der Weiler Les Sairains (940 m ü. M.) auf dem südlich an das Doubstal anschliessenden Jurakamm sowie mehrere Einzelhöfe. Nachbargemeinden von Montfavergier waren Soubey, Epiquerez, Saint-Brais, Montfaucon und Les Enfers.

## Bevölkerung
Mit 38 Einwohnern (Ende 2007) war Montfavergier die kleinste Gemeinde des Kantons Jura. Von den 38 Bewohnern sind 33 (86,7 %) französischsprachig und 5 (13,3 %) deutschsprachig (Stand 2000). Die Bevölkerungszahl von Montfavergier belief sich 1870 auf 181 Einwohner. Seither hat die Einwohnerzahl infolge starker Abwanderung um rund 80 % abgenommen.

## Wirtschaft
Montfavergier ist ein stark landwirtschaftlich geprägtes Dorf mit Milchwirtschaft und Viehzucht. Ausserhalb des primären Sektors gibt es im Dorf keine Arbeitsplätze. Erwerbstätige, die nicht in der Landwirtschaft arbeiten, müssen deshalb längere Arbeitswege in Kauf nehmen. Zudem weist der Kanton Jura fiskalpolitisch schweizweit den höchsten Steuersatz auf.

## Verkehr

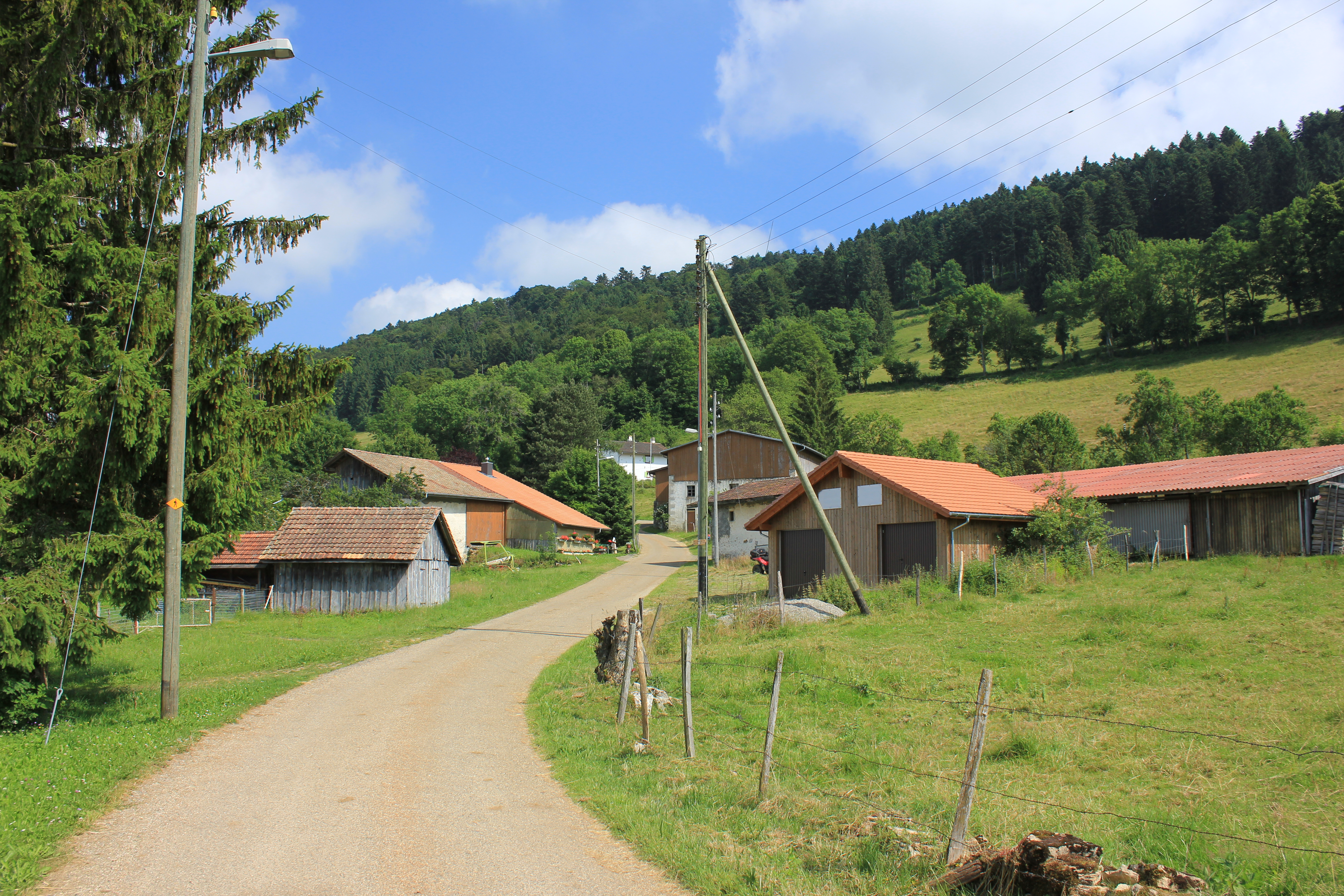
Strasse durch Montfavergier

Die ehemalige Gemeinde liegt nördlich der Hauptstrasse von Delémont nach La Chaux-de-Fonds und ist durch eine rund 2 km lange Stichstrasse zu erreichen. Montfavergier ist nicht an den öffentlichen Verkehr angebunden.

## Geschichte
Seine erste Erwähnung findet das Dorf 1338 als Mons fabrorum, das sich vom lateinischen Wort faber (Schmied, auf Französisch forgeron) ableitet. Es gehörte zur Herrschaft Freiberge, die dem Fürstbistum Basel unterstand. Von 1793 bis 1815 gehörte Montfavergier zu Frankreich und war anfangs Teil des Département du Mont-Terrible, ab 1800 mit dem Département Haut-Rhin verbunden. Durch den Entscheid des Wiener Kongresses kam der Ort 1815 an den Kanton Bern und am 1. Januar 1979 an den neu gegründeten Kanton Jura. Montfavergier besitzt keine eigene Kirche, es gehört zur Pfarrei Saint-Brais. Am 12. Juni 2007 votierten die Stimmberechtigten von Montfavergier mit knapper Mehrheit (10 Ja- gegenüber 9 Neinstimmen) für die Fusion mit Montfaucon, die auf den 1. Januar 2009 rechtskräftig wurde.